# Сенегалско галаго
Сенегалското галаго (Galago senegalensis) е вид бозайник от семейство Галагови (Galagidae).

## Разпространение и местообитание
Тежи от 95 до 300 гр. Галагото също е известно като „бебето на шубрака“ заради своите писъци, които наподобяват бебешки плач. То яде насекоми, птици, яйца, плодове, семена, цветове, смола, растителен сок. Продължителността на живота на Сенегалското Галаго е до 20години.Галагото е извесно с това, че може да прави скокове до 12 м – от един на друг клон. Той е незастрашен вид. Разпространен е в Бенин, Буркина Фасо, Гамбия, Гана, Гвинея, Гвинея-Бисау, Еритрея, Етиопия, Камерун, Кения, Демократична република Конго, Кот д'Ивоар, Мали, Нигер, Нигерия, Руанда, Сенегал, Сиера Леоне, Сомалия, Судан, Танзания, Того, Уганда, Централноафриканската република, Чад и Южен Судан.